# Ojos así
Singles de Shakira
No Creo
(1999) Moscas en la Casa
(1999)
Pistes de ¿Dónde están los ladrones?
Sombra de Ti
(10)
Pistes de Laundry Service
Que Me Quedes Tú
(10) Suerte (Whenever, Wherever)
(12)
Ojos Así est une chanson de la chanteuse colombienne Shakira, issue de l'album ¿Dónde están los ladrones? (1998), sortie en single en 1999.
Les paroles sont principalement en espagnol, mais certains passages sont en arabe (Shakira a des origines libanaises). La musique fusionne musique pop et musique arabe.
Dans un des clips de la chanson, Shakira pratique la danse du ventre.

En 2001, Ojos Así a été adaptée en anglais par Shakira et Gloria Estefan sur l'album Laundry Service sous le titre Eyes Like Yours.